# Rödbrokig blomvecklare
Rödbrokig blomvecklare, Gynnidomorpha permixtana, är en fjärilsart som först beskrevs av Michael Denis och Ignaz Schiffermüller 1775.  Rödbrokig blomvecklare ingår i släktet Gynnidomorpha, och familjen vecklare. Arten är reproducerande och har livskraftiga, (LC), populationer i både Sverige och i Finland. Artens livsmiljö är strandängar, i Norden främst vid Östersjön.

## Bildgalleri

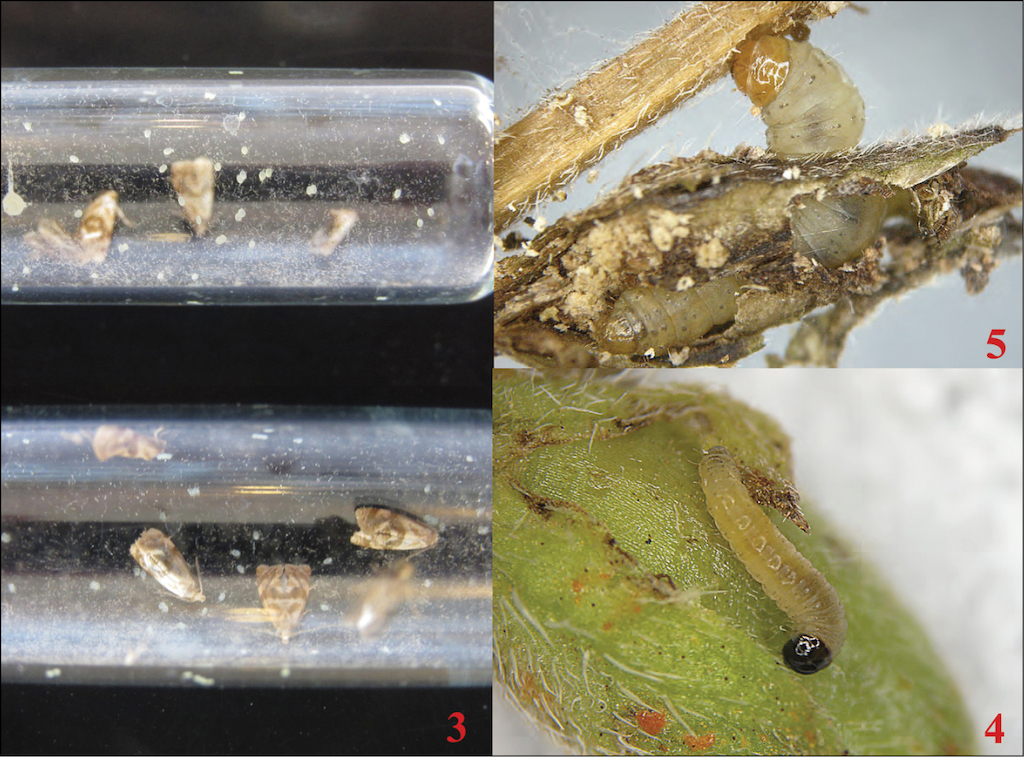
3. Ägg och imago fjärilarFrep 4. ung larv 5. Förpuppningsfärdig larv
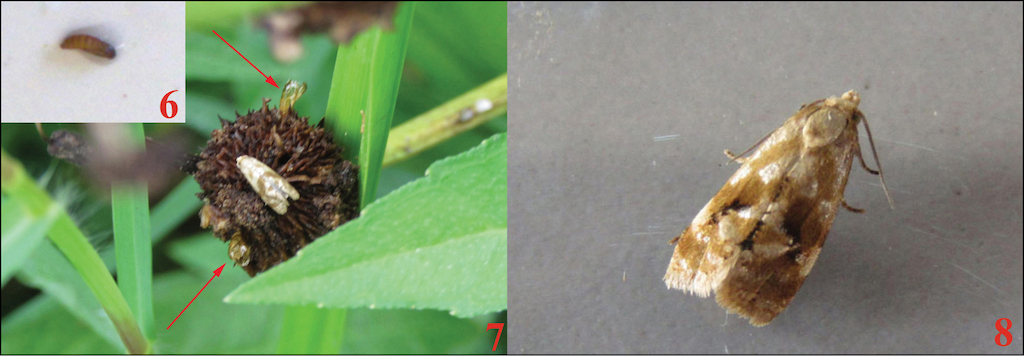
6. Fjärilens larv 7. Tomma puppskal och 8. Nykläckt imago fjäril.
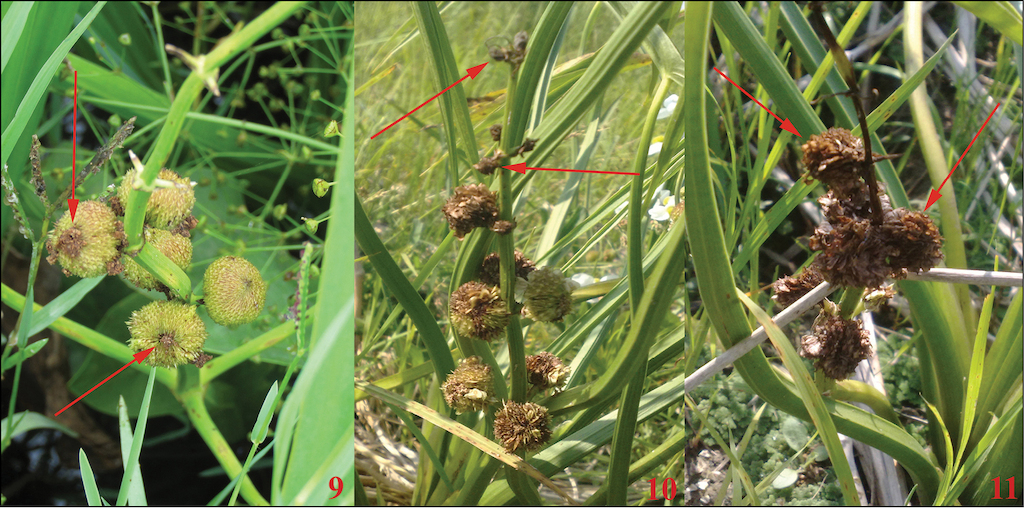
Angrepp på värdväxter, olika svaltingväxter
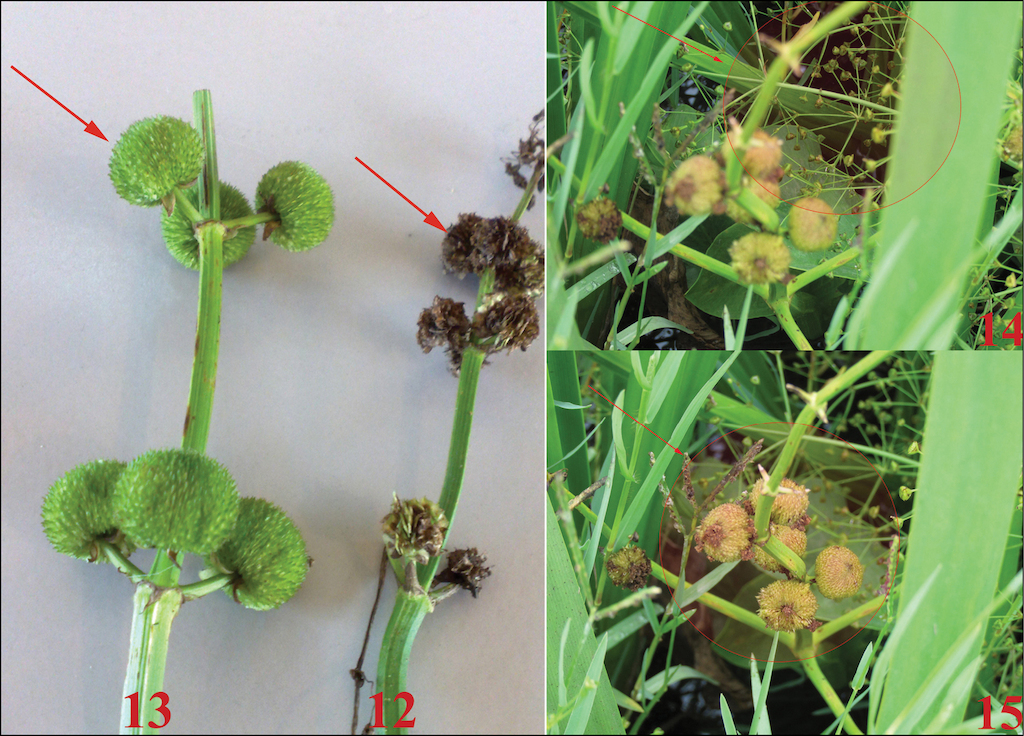
Mer angrepp på värdväxter, olika svaltingväxter
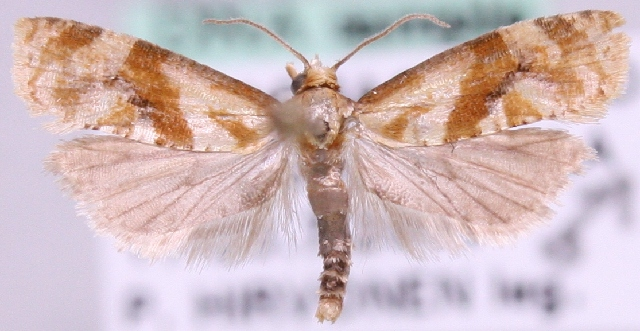
Preparerad (uppnålad) imago fjäril.